# مرکز آموزش عالی سپین‌غر
مرکز آموزش عالی سپین‌غر (به لاتین: Spinghar Higher Education Centre) در ۲۰ مه ۲۰۰۹ در شهر جلال‌آباد، ولایت ننگرهار، افغانستان به عنوان یک موسسه تحصیلات عالی خصوصی در وزارت تحصیلات عالی افغانستان به ثبت رسید.
در حال حاضر دانشگاه سپین‌غر در سه دانشکده (پزشکی درمانی، دندان‌شناسی و فناوری پزشکی) فعالیت‌های علمی خود را پیش می‌برد. مرکز آموزش عالی طبی سپین‌غر در تلاش است تا بهترین امکانات پزشکی موجود را به دانشجویان خود در ننگرهار و کابل افغانستان ارائه دهد.
جلال‌آباد که قبلاً آدیناپور نامیده می شد، طبق اسناد قرن هفتم هسوان تزنگ، شهری در شرق افغانستان است.
موسسه تحصیلات عالی سپین‌غر شعبه کابل دارای ۱۰ استاد، ۷۱ استادیار و ۵۰ لیسانسه استادیار دارد که به‌صورت قراردادی و دائمی با موسسه همکاری می‌کنند. سپین‌غر هزاران دانشجو در هر دو شاخه خود در دانشکده‌های پزشکی درمانی، دهان و دندان و فناوری پزشکی دارد.
دانشگاه سپین‌غر سه دسته از دانشجویان پزشکی (زن و مرد) را از دانشکده طب درمانی فارغ التحصیل کرده است.